# Kirschberger Kotten
Der Kirschberger Kotten, teils auch als Kirschbaumer Kotten bezeichnet, war ein Schleifkotten an der Wupper in der bergischen Großstadt Solingen. An der Stelle des Kottens befand sich ab 1896 mit dem später sogenannten Bergischen Elektrizitätswerk das erste Elektrizitätswerk in Solingen.:144–146

## Lage
Der Kirschberger Kotten befand sich im dicht bewaldeten Wuppertal auf dem Abschnitt zwischen Papiermühle im Norden und Müngsten im Süden am Westufer des Flusses Wupper. Der Fluss bildet in diesem Abschnitt die Stadtgrenze zu Wuppertal-Cronenberg. Von der einstigen Schleifkottenanlage sind heute nur noch Mauerreste der Wehranlage erhalten geblieben. An der Wüstung des Kottens vorbei verläuft heute ein Wanderweg, der sogenannte Ossianweg, der an der Wupper entlangführt. Südwestlich am Ort vorbei führt die sogenannte Bergbahntrasse der ehemaligen Ronsdorf-Müngstener Eisenbahn, die heute ein Radwanderweg ist.
Benachbarte Orte sind bzw. waren (von Nord nach West): Stiepelhaus, Sudberg und Schöppenberg auf Wuppertaler Stadtgebiet sowie Müngsten, Grunenburg, Felsenkeller, Eulswaag, Halfeshof, Theegarten und Königskotten auf Solinger Stadtgebiet.

## Geschichte

### Schleifkotten
Der Kirschberger Kotten, benannt nach der Flurbezeichnung Kirschberg, wurde Anfang des 17. Jahrhunderts erbaut. Wie der etwas nördlich gelegene Königskotten profitierte der Kirschberger Kotten von einem starken Gefälle, das den Antrieb besonders großer Schleifsteine ermöglichte. Geschliffen wurde sogenannte Remscheider und Cronenberger Ware, vor allem Sägen, Zugmesser und Papiermesser.:144–146
In dem Kartenwerk Topographia Ducatus Montani von Erich Philipp Ploennies, Blatt Amt Solingen, aus dem Jahre 1715 ist der Kotten als Doppelkottenanlage ohne Namen verzeichnet. Er wurde in den Ortsregistern der Honschaft Dorp innerhalb des Amtes Solingen geführt. Die Topographische Aufnahme der Rheinlande von 1824 verzeichnet den Kotten ebenfalls unbeschriftet, die Preußische Uraufnahme von 1844 verzeichnet den Kotten als Schl. In der Topographischen Karte des Regierungsbezirks Düsseldorf von 1871 ist er hingegen nicht verzeichnet.
Der Kirschberger Kotten gehörte nach Gründung der Mairien und späteren Bürgermeistereien zur Bürgermeisterei Dorp, die im Jahre 1856 das Stadtrecht erhielt, und lag dort in der Flur II. Meigen. Die Bürgermeisterei beziehungsweise Stadt Dorp wurde nach Beschluss der Dorper Stadtverordneten zum 1. Januar 1889 mit der Stadt Solingen vereinigt. Damit wurde der Ort ein Teil Solingens.

### Elektrizitätswerk

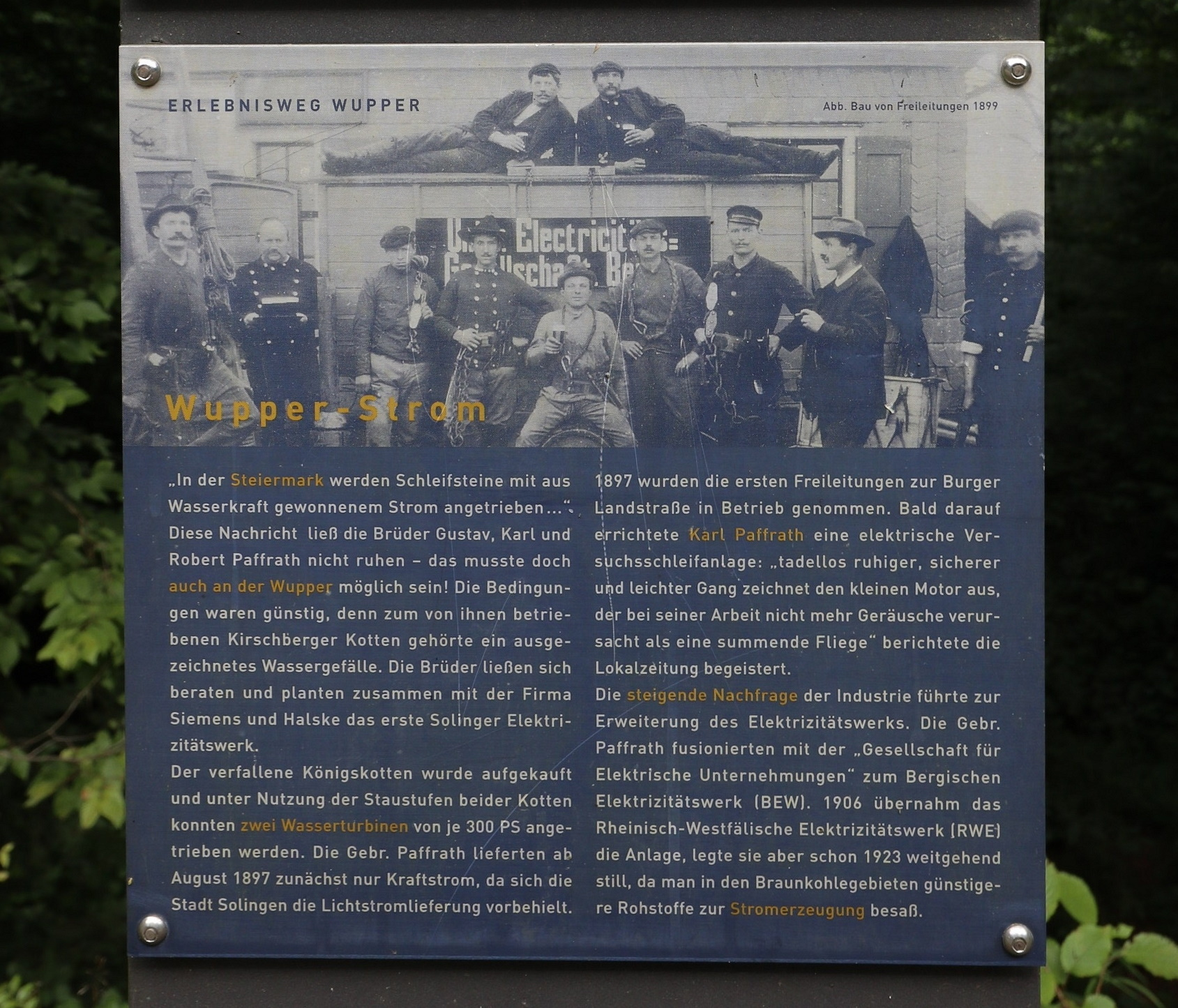
Info-Tafel des Erlebniswegs Wupper zum Bergischen Elektrizitätswerk

Der Kirschberger Kotten befand sich Ende des 19. Jahrhunderts im Besitz des Unternehmens Robert Paffrath Wwe. Durch eine ausländische Geschäftsreise wurden die Brüder Paffrath von der Produktion elektrischer Energie durch den Antrieb von Schleifsteinen durch Wasserkraft inspiriert. Daraufhin planten sie im Jahr 1895, unter anderem mithilfe der Berliner Union Elektricitäts-Gesellschaft, am Standort des Kirschberger Kottens ein eigenes Elektrizitätswerk zu errichten. Nach Einholung aller Genehmigungen bei der Stadt Solingen, auch für den Bau von Freileitungen an die Krahenhöhe, nahmen die Brüder Paffrath nach Abriss des Kottens im Jahre 1896 neben dem Wasserwerk der Stadt Solingen in Grunenburg den Betrieb des ersten Solinger Elektrizitätswerks auf.:144–146
Erster großer Abnehmer des dort erzeugten Stroms war die Solinger Straßenbahn, die im Jahre 1897 ihren Betrieb aufnahm. Innerhalb weniger Jahre erhielt der elektrische Strom auch in immer mehr Solinger Industriebetrieben Einzug. Auch die Nachbarstädte Höhscheid und Cronenberg schlossen Lieferverträge mit der Firma Robert Paffrath Wwe. Um die Produktionskapazitäten zu erweitern, wurden bereits 1897 zwei Schiffsdampfmaschinen angeschafft, die durch die Ronsdorf-Müngstener Eisenbahn mit Kohle versorgt wurden. Die Bahnstrecke wurde dazu vom Wasserwerk Grunenburg um einige hundert Meter in Richtung des Elektrizitätswerks verlängert. Aufgrund des steigenden Kapitalbedarfs des Unternehmens zur Anschaffung neuer Dampfmaschinen fusionierte das Elektrizitätswerk bereits 1898 mit der Gesellschaft für elektrische Unternehmungen zum Bergischen Elektrizitätswerk (BEW). Ab 1901 wurden auch die Städte Ohligs, Wald und Gräfrath mit Strom versorgt.:144–146

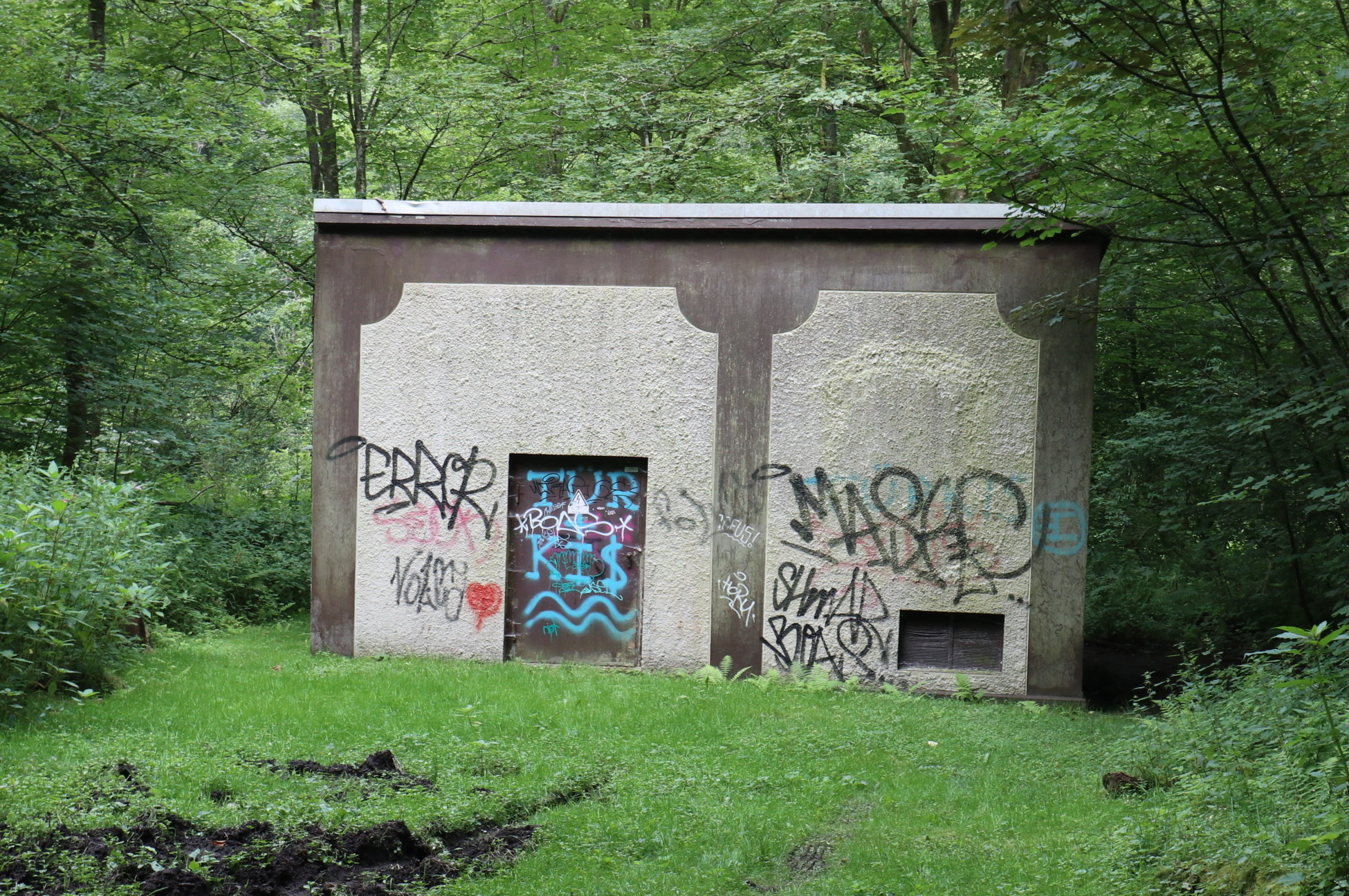
Trafohäuschen am Standort des ehem. Kirschberger Kottens (2024)

Im Jahre 1906 wurde das Bergische Elektrizitätswerk von der Rheinisch-Westfälisches Elektrizitätswerk AG (RWE) übernommen. Die Produktionskapazitäten wurden unter der RWE bis zu 4000 kW ausgebaut. Ab 1923 wurden die dampfbetriebenen Maschinen außer Betrieb genommen, da der Kohletransport in das abgeschiedene Wuppertal des Kirschberger Kottens zu umständlich war. Stattdessen wurde das Bergische Land fortan durch das Düsseldorfer Kraftwerk Reisholz mit Strom versorgt. Lediglich die wasserbetriebenen Maschinen blieben bis in die 1960er Jahre in Betrieb. So diente das Kraftwerk allerdings nur noch als Reserve für Spitzenbedarfe.:144–146
Das Kraftwerk wurde Anfang der 1970er Jahre vollständig niedergelegt und das Gelände planiert. Lediglich eine Transformatorenstation ist auf der Solinger Wupperseite noch vorhanden.